# La Chronique républicaine
La Chronique républicaine est un hebdomadaire local français de Bretagne dont le siège est situé à Fougères en Ille-et-Vilaine.

La zone de diffusion du périodique est située sur le département d'Ille-et-Vilaine et également sur le sud de la Manche et l'ouest de la Mayenne.

## Histoire
Le journal est créé en 1837, sous le nom de La Chronique de Fougères penchant pour le Bonapartisme à ses débuts, il va ensuite prendre parti pour l'Alliance républicaine démocratique. Plus tard, en 1944, il prend le titre de La Chronique républicaine.
Au début des années 2000 le titre dépend du groupe Ouest-France.